# Rolie Polie Olie
Rolie Polie Olie (Rolie Polie Olie y su familia en Latinoamérica) es un programa de televisión canadiense-francés que se emitió en Playhouse Disney desde el 4 de octubre de 1998 hasta el 29 de abril de 2007. Es una serie generada por computadora creada por William Joyce y basada en los libros creados por él, siendo producida por Nelvana Limited para Disney Enterprises. La serie se centra en una familia robótica en la ciudad de Villa Polie. Los personajes son Olie, su padre, su madre, su hermana Zowie y su perro Spot. Es la primera serie de TV animada en 3D completamente generada por computadora destinada a una audiencia preescolar.
La serie fue producida por Sparx*, Disney Channel y Nelvana para Disney Channel. Comenzó su emisión desde el 1998 hasta el 2007, seguidos de dos películas que fueron lanzadas en formato DVD. Estas son The Great Defender of Fun y La búsqueda de los bebés. Los episodios fueron emitidos en el año 2006 en los Estados Unidos por el canal Disney Channel, en Latinoamérica fue cancelada en el mismo canal luego de dos años de emisión y en Canadá continúa emitiéndose por el canal Treehouse TV. Debido al lanzamiento del Playhouse Disney Channel, volvió a transmitirse en Latinoamérica.
William Joyce se esforzó en realizar un estilo de mundo suburbano de finales de los años 50 (y los 60's), siendo influenciado por las caricaturas de Mickey Mouse y series como Leave It to Beaver y El Show de Andy Griffith. En el mundo de Villa Polie los objetos inanimados tienen vida propia. La serie se basa en la niñez de Joyce, cuando él percibía todo como teniendo vida propia. Él tomó esa idea pero la exageró, haciendo hasta que incluso objetos mundanos como los cuchillos y los objetos comunes estén vivos y puedan moverse a voluntad propia.
La familia Polie vive en una casa con forma de tetera, la cual está viva y posee sentidos y, como muchos objetos de Villa Polie, es antropomórfica (tiene forma humana).
Fue emitida a las 4:30 p. m. ET/PT el 4 de octubre de 1998 en Disney Channel's Playhouse Disney (bloque en los Estados Unidos).
Rolie Polie Olie ganó un premio Gemini en el año 1999 en Canadá por "Mejor serie animada". La serie también ganó un premio Emmy por "Excepcional serie animada" en 1999 y en el 2000. William Joyce ganó un Emmy por "Mejor Diseño de Producción" por esta serie.

## Películas
- Rolie Polie Olie: El Gran Defensor de la Diversión.
- Rolie Polie Olie: La Gran Búsqueda de los Bebes.

## Doblaje
El doblaje para Latinoamérica, fue realizado en el estudio de doblaje Art Sound México bajo la dirección de Mónica Villaseñor, y fue traducido y adaptado por Rebeca Patiño. El doblaje para España, fue llevado a cabo en el estudio de doblaje Abaira bajo la dirección y ajuste de Ana María Simón, siendo traducido por María José Aguirre de Cárcer.
| Personaje                                        | Protagonista                                               | Actor de doblaje (Latinoamérica)                        | Actor de doblaje (España) |
| ------------------------------------------------ | ---------------------------------------------------------- | ------------------------------------------------------- | ------------------------- |
| Olie Polie                                       | Cole Caplan                                                | Cristina Hernández                                      | Chelo Molina              |
| Zowie Polie                                      | Kristen Bone                                               | Leyla Rangel                                            | Pilar Martín              |
| Percy Polie                                      | Adrian Truss                                               | Alfonso Ramírez                                         | David García Vázquez      |
| Polina Polie                                     | Catherine Disher                                           | Carola Vázquez (1.ª voz) Laura Torres (2.ª voz) (resto) | Eva Díez                  |
| Abuelo Polie                                     | Len Carlson                                                | Esteban Siller                                          | Eduardo Moreno            |
| Spot                                             | Robert Norman Smith                                        | Robert Norman Smith                                     | Robert Norman Smith       |
| Tío Gizmo                                        | Adrian Truss                                               | Pedro D'Aguillón Jr.                                    | ¿?                        |
| Polie Pi                                         | Rebecca Brenner                                            | Gaby Ugarte                                             | ¿?                        |
| Billy Bevel                                      | Joshua Tucci (1.ª voz) Kristopher Clarke (2.ª voz) (resto) | Elsa Covián                                             | ¿?                        |
| Binky Bevel                                      | Sunday Muse                                                | ¿?                                                      | ¿?                        |
| Baxter Bevel                                     | Philip Williams                                            | Marcos Patiño                                           | Antonio Villar            |
| Bonita Bevel                                     | Ellen Ray Hennessy                                         | ¿?                                                      | Sandra Jara               |
| Señorita Triángulo                               | Jen Gould                                                  | Ariadna Rivas                                           | ¿?                        |
| Screwy (Tornillín en L.A) (Tuerquitas en España) | Noah Reid                                                  | Mónica Villaseñor                                       | Chelo Vivares             |
| Klanky Klaus                                     | Howard Jerome                                              | Paco Mauri                                              | ¿?                        |
| Dicey                                            | Richard Binsley                                            | N/D                                                     | N/D                       |
| Percy Polie (niño)                               | Kyle Fairlie                                               | ¿?                                                      | ¿?                        |
| Tío Gizmo (niño)                                 | Michael Cera                                               | ¿?                                                      | ¿?                        |
| Space Boy                                        | Kyle Fairlie                                               | ¿?                                                      | ¿?                        |
| Space Dog                                        | Robert Norman Smith                                        | Robert Norman Smith                                     | Robert Norman Smith       |
| Presentación e insertos                          | N/D                                                        | Alfonso Ramírez                                         | ¿?                        |